# Sebastian Dahlström
Sebastian Dahlström (Helsinki, 5 novembre 1996) è un calciatore finlandese, centrocampista dell'IFK Mariehamn.

## Carriera

### Club
Arrivato nel 2009 all'HJK, nel 2016 viene definitivamente promosso in prima squadra. Il 22 luglio 2017, dopo essersi imposto come titolare nonostante la giovane età, prolunga fino al 2019.

### Nazionale
Ha esordito con la nazionale Under-21 finlandese il 24 marzo 2017, nell'amichevole persa contro l'Olanda. Il debutto ufficiale è invece avvenuto il 5 settembre 2017, in occasione della partita di qualificazione all'Europeo 2019 pareggiata per 1-1 contro le Fær Øer.

## Statistiche

### Presenze e reti nei club
Statistiche aggiornate al 12 ottobre 2018.
| Stagione        | Squadra         | Campionato      | Campionato | Campionato | Coppe nazionali | Coppe nazionali | Coppe nazionali | Coppe continentali | Coppe continentali | Coppe continentali | Altre coppe | Altre coppe | Altre coppe | Totale | Totale | Totale |
| Stagione        | Squadra         | Comp            | Pres       | Reti       | Comp            | Pres            | Reti            | Comp               | Pres               | Reti               | Comp        | Pres        | Reti        | Pres   | Reti   |        |
| --------------- | --------------- | --------------- | ---------- | ---------- | --------------- | --------------- | --------------- | ------------------ | ------------------ | ------------------ | ----------- | ----------- | ----------- | ------ | ------ | ------ |
| 2015            | HJK             | VL              | 0          | 0          | CF+LC           | 0+1             | 0               | -                  | -                  | -                  | -           | -           | -           | 1      | 0      |        |
| 2016            | HJK             | VL              | 21         | 3          | CF+LC           | 5+5             | 0               | UEL                | 2                  | 0                  | -           | -           | -           | 33     | 3      |        |
| 2017            | HJK             | VL              | 26         | 3          | CF              | 7               | 2               | UEL                | 3                  | 0                  | -           | -           | -           | 36     | 5      |        |
| 2018            | HJK             | VL              | 30         | 1          | CF              | 9               | 1               | UCL+UEL            | 4+2                | 1+0                | -           | -           | -           | 45     | 3      |        |
| Totale HJK      | Totale HJK      | Totale HJK      | 77         | 7          |                 | 27              | 3               |                    | 11                 | 1                  |             | -           | -           | 115    | 11     |        |
| Totale carriera | Totale carriera | Totale carriera | 77         | 7          |                 | 27              | 3               |                    | 11                 | 1                  |             | -           | -           | 115    | 11     |        |

## Palmarès

### Club

#### Competizioni nazionali
- Coppa di Lega finlandese: 1

HJK: 2015
- Coppa di Finlandia: 1

HJK: 2016-2017
- Campionato finlandese: 2

HJK: 2017, 2018